# Léa Salamé
Léa Salamé (nata Hala Salamé; Beirut, 27 ottobre 1979) è una giornalista e opinionista francese di origine libanese, diventata nota al grande pubblico dal 2014 grazie al suo ruolo di commentatrice nel programma On n'est pas couché, in onda su France 2. Su questo stesso canale ha presentato L'Émission politique e poi Vous ont la parole, oltre alla rivista culturale Le Doc Stupéfiant.
Nel settembre 2021, ha affiancato Laurent Ruquier nella presentazione del programma On est en direct. Lascia nel settembre 2022 per dedicarsi al suo nuovo talk show Quelle époque!.

## Biografia
Hala Salamé è la figlia di Ghassan Salamé, ex ministro della cultura libanese, politologo, professore a Sciences Po Paris ed ex consigliere speciale del segretario generale delle Nazioni Unite Kofi Annan; sua madre, Mary Boghossian, di origini armene, è la sorella dei commercianti di diamanti Jean  e Albert Boghossian. Fuggì dalla guerra in Libano in Francia con la sua famiglia, si stabilì a Parigi all'età di 5 anni e ottenne la nazionalità francese all'età di 11 anni. Sua sorella più giovane, Louma, dirige la Fondation Boghossian-Villa Empain a Bruxelles.
Dopo aver studiato al liceo Saint-Louis-de-Gonzague e a l'École alsacienne, Léa Salamé si è laureata in giurisprudenza all'Università Panthéon-Assas e poi in scienze politiche a Sciences Po. Ha trascorso un anno alla New York University, dove è rimasta ferita superficialmente negli attacchi dell'11 settembre.

## Vita privata
Dal 2016 ha una relazione con il saggista e politico Raphaël Glucksmann. Da questa unione nasce Gabriel il 12 marzo 2017. È cattolica praticante.

## Critiche

### Intervista a Carlos Ghosn
L'8 gennaio 2020, Léa Salamé viene inviata a Beirut da France Inter per parlare con Carlos Ghosn che aveva appena lasciato illegalmente il Giappone dove era stato accusato di appropriazione indebita, occultamento di entrate e abuso di fiducia. Questa intervista è stata rapidamente criticata sui social network e su alcuni media, in quanto vista come una messa in scena di connivenza e compiacimento da parte di un giornalista del servizio pubblico nei confronti di un multimilionario sfuggito alla giustizia. Alcuni critici denunciano la differenza di atteggiamento, tono e domande del giornalista tra questa intervista - ammirata da più persone e incentrata sui sentimenti di Carlos Ghosn e sul mito della sua fuga - e altre interviste percepite come "interrogatori ostili", in particolare l'intervista a Philippe Martinez, segretario della CGT, il giorno prima nell'ambito dei movimenti sociali contro il progetto di riforma delle pensioni, o quello di Jean-Luc Mélenchon.

### Intervista a Jean-Luc Mélenchon
Per quanto riguarda l'intervista a Jean-Luc Mélenchon dell'ottobre 2021 in On est en direct, il consiglio di etica e mediazione giornalistica (CDJM) - dopo essere stato adito da sette ricorsi - “la richiamò all'ordine”. Tre dei ricorsi la criticavano per «il suo tono, considerato irrispettoso e aggressivo», ma il CDJM ha ricordato che «i giornalisti sono liberi di scegliere il tono e lo stile che adottano, scelta che è una questione editoriale, anche se si può deplorare quando essa varia a seconda degli interlocutori”. D'altra parte, il Consiglio ha accolto i ricorsi che accusavano Salamé di aver violato le regole della deontologia giornalistica, quando aveva sottolineato “senza la minima prova” o accertamento dei fatti che vi sarebbero “distretti dove oggi in Francia gli islamisti hanno preso il potere”.

## Premi
- "Donna dell'anno 2014" dalla rivista GQ
- “Miglior intervistatore dell'anno 2015” (premio Philippe-Caloni 2015)